# الحاسوب الكمي أحادي الاتجاه
يعد الكمبيوتر الكمي أحادي الاتجاه (One-way quantum computer) أو القائم على القياس (MBQC) طريقة للحساب الكمي تقوم أولاً بإعداد حالة توريد متشابك، وعادة ما تكون حالة الكتلة أو حالة الرسم البياني، ثم تقوم بإجراء قياسات كيوبت واحدة عليها. إنه «أحادي الاتجاه» لأن حالة المورد تتلف بواسطة القياسات. تكون نتيجة كل قياس فردي عشوائية، لكنها مرتبطة بطريقة تجعل الحساب ينجح دائمًا. بشكل عام، يجب أن تعتمد اختيارات الأساس للقياسات اللاحقة على نتائج القياسات السابقة، وبالتالي لا يمكن إجراء جميع القياسات في نفس الوقت.

## معادلة نموذج الدائرة الكمومية
يمكن إجراء أي حساب أحادي الاتجاه في دائرة كمومية باستخدام دوائر أو بوابات كمومية لإعداد حالة المورد. بالنسبة لحالات مورد المجموعة والرسم البياني، يتطلب هذا بوابة واحدة فقط من اثنين كيوبت لكل شبكة، لذا فهو فعال.
على العكس من ذلك، يمكن محاكاة أي دائرة كمومية بواسطة حاسوب أحادي الاتجاه باستخدام حالة الكتلة ثنائية الأبعاد كحالة المورد، عن طريق وضع مخطط الدائرة على الكتلة ؛
قياسات Z ( {\displaystyle \{|0\rangle ,|1\rangle \}} أساس) إزالة الكيوبتات المادية من الكتلة
بينما القياسات في المستوى XY ( {\displaystyle |0\rangle \pm e^{i\theta }|1\rangle } أساس) النقل الآني للكيوبتات المنطقية على طول «الأسلاك» وتنفيذ البوابات الكمية المطلوبة. هذا أيضًا فعال متعدد الحدود، حيث أن الحجم المطلوب للمقاييس العنقودية مثل حجم الدائرة (كيوبت × الخطوات الزمنية)، في حين أن عدد الخطوات الزمنية للقياس يتناسب مع عدد الخطوات الزمنية للدائرة.

## الحاسوب الكمومي لحالة الكتلةالطوبولوجية
يمكن استخدام الحساب القائم على القياس في حالة مجموعة شبكية ثلاثية الأبعاد دورية لتنفيذ تصحيح الخطأ الكمومي الطوبولوجي. يرتبط حساب حالة الكتلة الطوبولوجية ارتباطًا وثيقًا بالشفرة الحيدية لـ Kitaev، حيث يمكن إنشاء حالة الكتلة الطوبولوجية ذات الهيئة ثلاثية الأبعاد وقياسها بمرور الوقت من خلال تسلسل متكرر من البوابات على صفيف ثنائي الأبعاد.

## التطبيقات العملية
تم إثبات الحساب الكمي أحادي الاتجاه من خلال تشغيل خوارزمية جروفر 2 كيوبت على حالة مجموعة 2x2 من الفوتونات. تم اقتراح كمبيوتر كمي للبصريات الخطية يعتمد على حساب أحادي الاتجاه. تم أيضًا إنشاء حالات الكتلة في المشابك الضوئية،  ولكن لم يتم استخدامها للحساب لأن كيوبتات الذرة كانت قريبة جدًا من بعضها البعض بحيث لا يتم قياسها بشكل فردي.

## حالة AKLT كمصدر
لقد ثبت أن ( تدور {\displaystyle {\tfrac {3}{2}}} يمكن استخدام حالة AKLT على شبكة قرص العسل ثنائية الأبعاد كمورد لـلحاسوب الكمي أحادي الاتجاه. في الآونة الأخيرة، ثبت أنه يمكن استخدام حالة AKLT للخليط الدوراني كمورد.